# Узбекско ханство
Узбекската нация е държава и нейните жители, основани от Абулхаир хан (1428 ) в източната част на Дащи Кипчак (Югозападен Сибир).
Има няколко предположения за произхода на узбекския етноним. Първото споменаване на думата узбек като лично име датира от 12 век. Думата узбек се появява сред тюркските племена в Моваруннахр преди пристигането на монголите през XII  век.
Aрабският историк от XII век Осама ибн Мункиз в своята „Книга на възпитанието“ заявява, че един от лидерите на селджуките през (1115 - 1116 г.) е бил владетелят на Мосул на име Амир Узбек . 
През 1221 г. един от водачите на войските на Хорезмшах Джалал ад-дин Мангуберди в Афганистан е Джахан Пахлавон Узбек Тай . 
Историкът Мутал Ерматов предполага, че узбекската дума "узлар" произлиза от името на клана 

Р. Г. Mукминова, доктор по история, предостави допълнителни доказателства срещу свързването на етническото име на узбеките с името на Узбекския хан . Шарафудин Али Язди съобщава за събитията от 1289 г., много преди ерата на Узбекския хан, и споменава похода на узбекските войски в района на Табриз.
Според други историци през 60-те години на  XIV век в района на Дащи Кипчак се формира съюз от номадски тюркски племена, наречени узбеки. През 60-те години на  XIV век етнонимът "узбек" става събирателно име за цялото тюркско население на източния Дашт-и-Кипчак. Етнонимът "узбек" навлиза в Мовароуннахр по времето на Амир Темур. Великият поет Алишер Навои (1441-1501) споменава етнонима "узбек" в Хурасан и Мовароуннахр в своите произведения. 
Столицата е град Чимги-Тура (сега Тура), който е основан през 1428-1446 г.от узбекския Улус на Аралско море. от бреговете до средното течение на река Иртиш, земята от реките Сарису и Чу на изток до левия бряг на река Йойик (Урал) е обърната към реката на запад. Узбекският улус е създаден въз основа на отношенията между семената. През 1431-1446 г.Абулхаир хан се бори за прекратяване на сепаратистките движения на повечето султани (Ибокхан, Бурка султан, Джонибек, Герайхан, Мустафахан) от династията Чосон.
През 30-те години на миналия век, възползвайки се от изострянето на вътрешните конфликти в Златната орда, Окската орда, династиите муулистан и тимуридите, хан Абулхаир присъединява към узбекския Улус сегашните централни и източноказахстански земи, сирдаринската област Козирог, Каприкорн, Аркук, Озган, Сузок градове и хорезмска област (1431-1435). През 1447 г.столицата на узбекския Улус е преместена от тура в Китнох.              В резултат узбекският улус стана съсед на темурите. Необходимостта от земеделие и занаяти ги караше да атакуват Моварунахр всяка година. Също така узбекските улуси започнаха да се намесват в борбата на темурийците. Мас играе важна роля за възкачването на Абулхаир Хан Абу Саид Мирза на трона на Самарканд (1451 г.) и в борбата на внука на Улугбек Мохамед Джоги за короната (1459-1460). Темурийците, султан Хюсеин Бойкаро, Атудавла, Манучехр мирза, се обърнаха за помощ към Абулхаир Хан. След смъртта на хан Абулхаир (1468 г.) узбекските улуси са в криза поради вътрешни разногласия помежду си.
По време на управлението на неговия син Хайдар Хан, който наследи Абул Хаир Хан, Ибак Хан, Бурка Султан, Джонибек, Герай Хан, Ямгурчи и Муса Мирзос от мангитските емири сключиха съюз с Ахмад Хан от Златната орда, воюваха срещу Хайдар Хан и спечели. Хейдар Хан е екзекутиран. Ибак Хан и неговите съюзници избиха роднините и поддръжниците на Абул Хаир Хан. Само Мохамед Шайбани хан, брат му Махмуд султан, синовете на Абулхайр хан Суюнчходжа хан и Кочкунчи хан, синът на Бахтияр султан Махди султан, Хамза султан и някои бегове избягали от него.